# Åkersberga station
Åkersberga station är den största buss- och järnvägsstationen i Österåkers kommun och hanterar större delen av all busstrafik i kommunen. Stationen ligger på Roslagsbanans linje 28 (Österskärslinjen) och har tre spår med plattform. Det är en av de största stationerna på linjen. Stationen ligger i direkt anslutning till Åkersberga centrum.
Stationen hade en vintervardag 2019 i snitt 3 600 påstigande på lokaltågen och i snitt 2 400 påstigande på bussar.

## Modernisering av stationen
Som en del av allmänna uppgraderingar till Roslagsbanan startade arbetet med att modernisera Åkersberga station 2020. Stationen fick ett tredje spår, en ny, bredare central plattform med tak, och plattformarna förlängdes. Vid stationens västra ände har en gångbro med trappor och hissar byggts. Vid den östra änden fick spårkorsningen "öar" mellan barriärerna och ramper upp till plattformarna. Arbetet med att slutföra den nya Åkersberga-stationen förväntas vara klart 2021.

## Bildgalleri

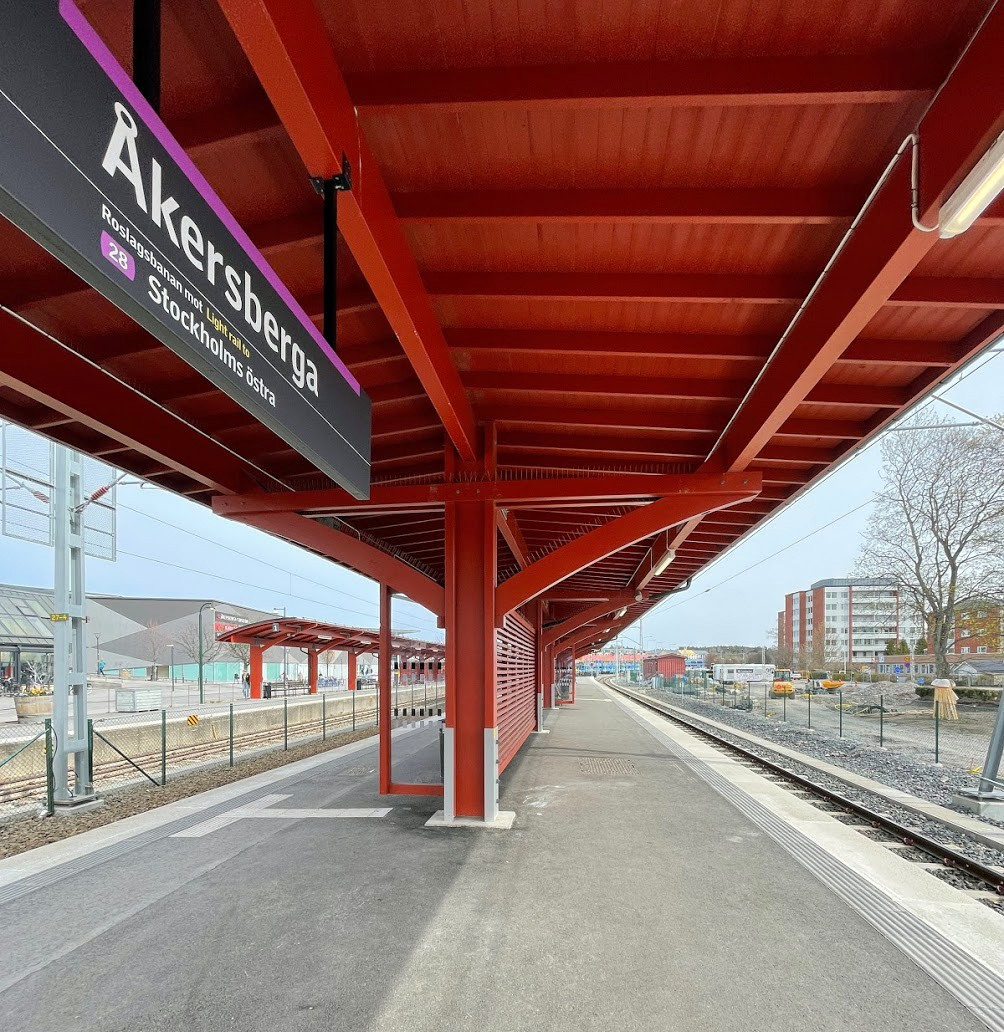
Ombyggd station 2021
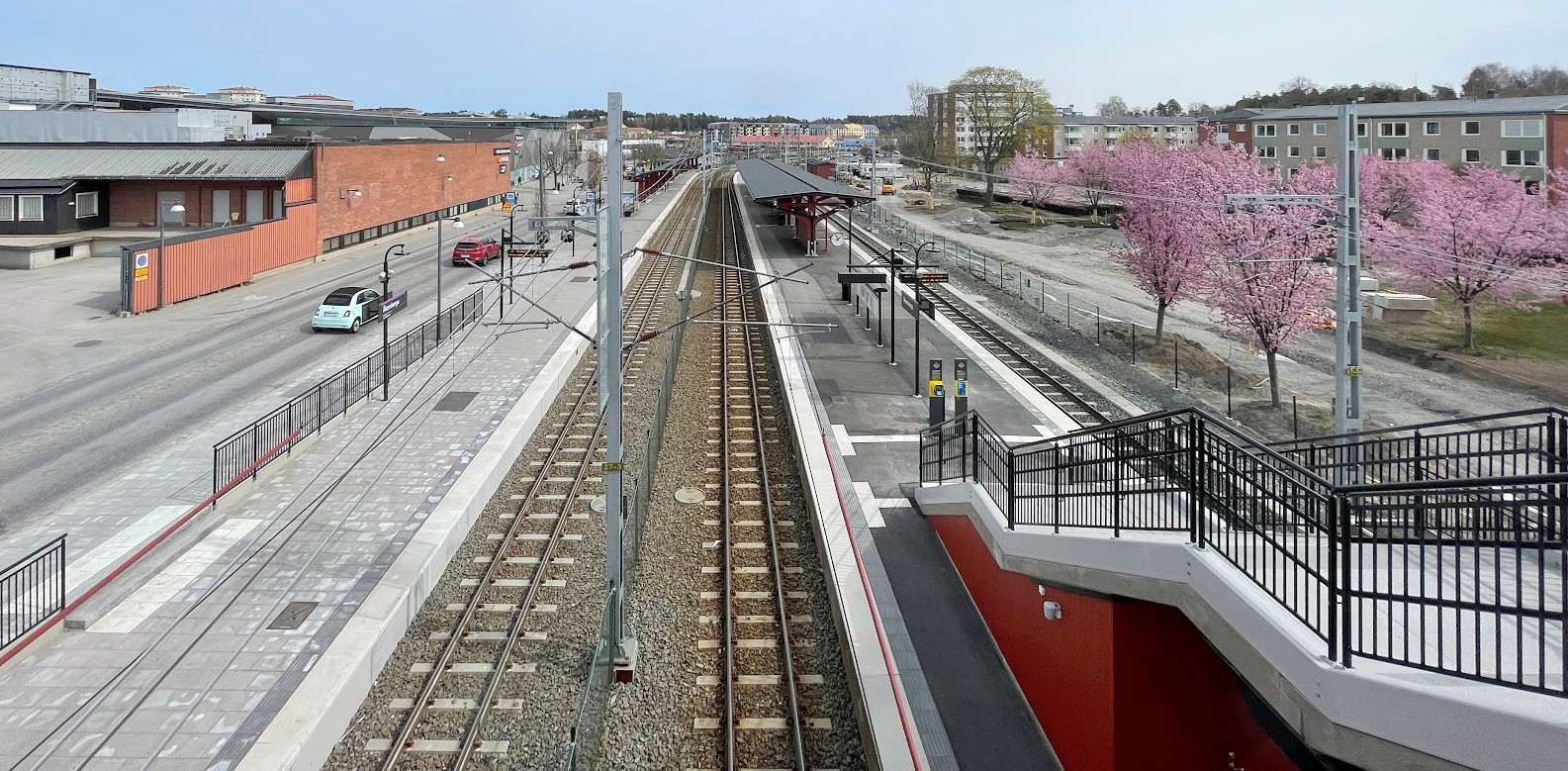
Ombyggd station 2021
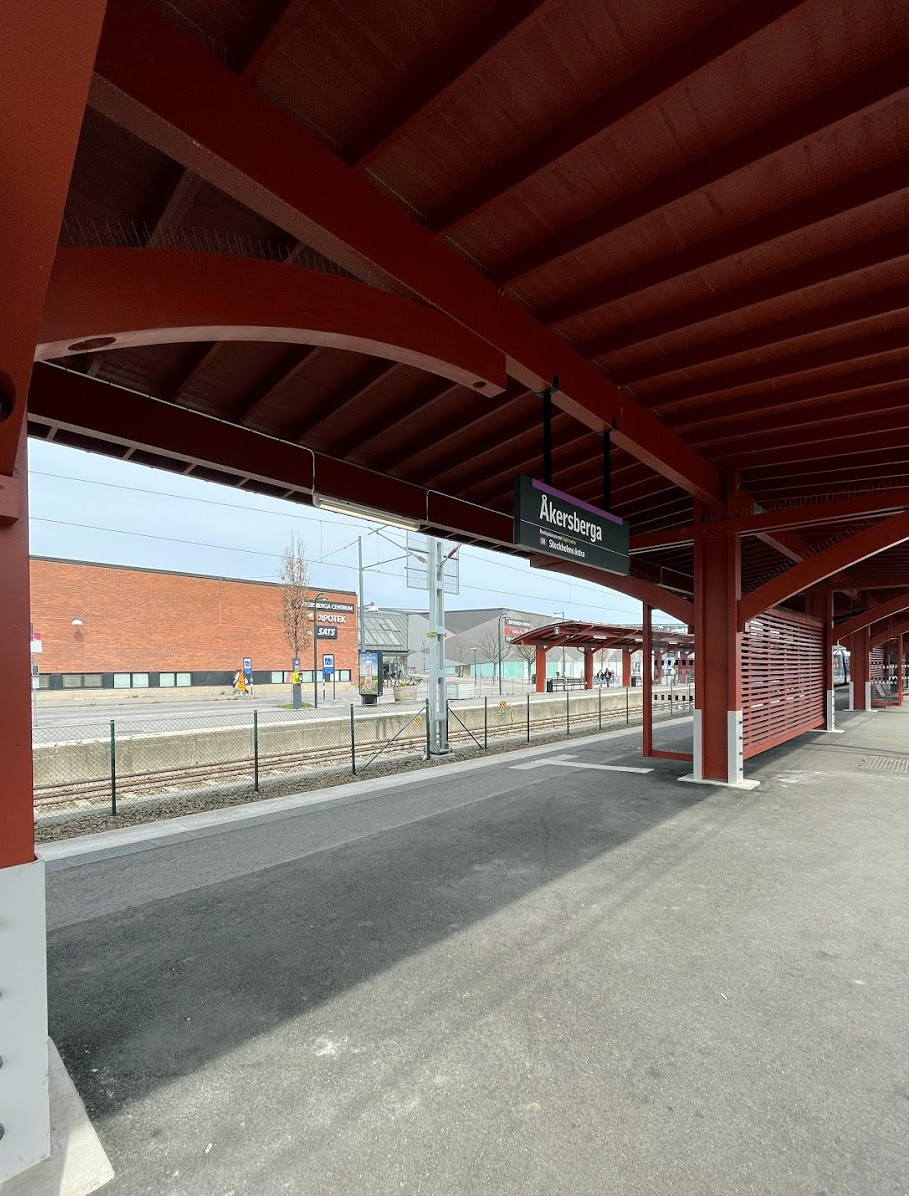
Ombyggd station 2021
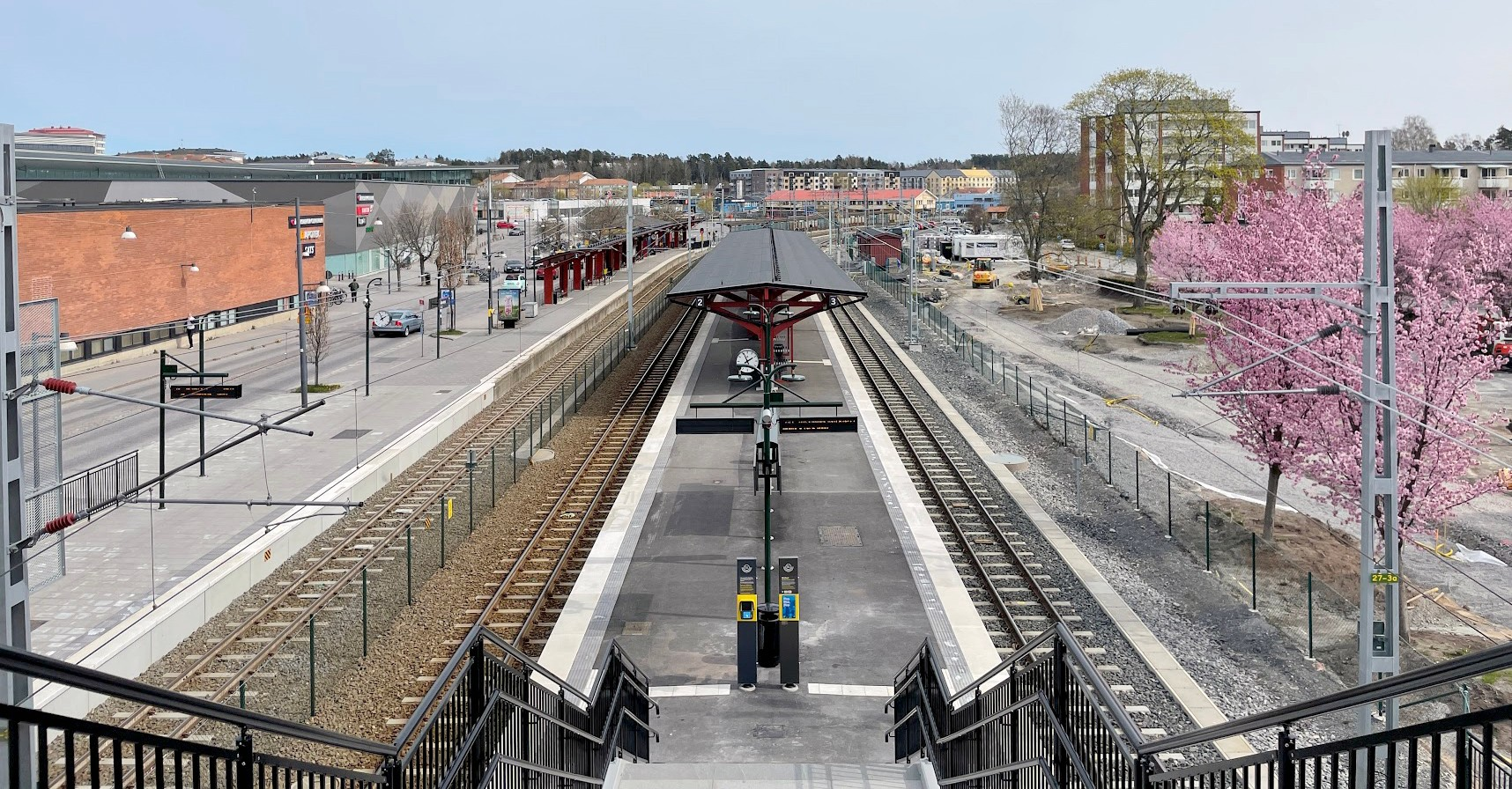
Ombyggd station 2021
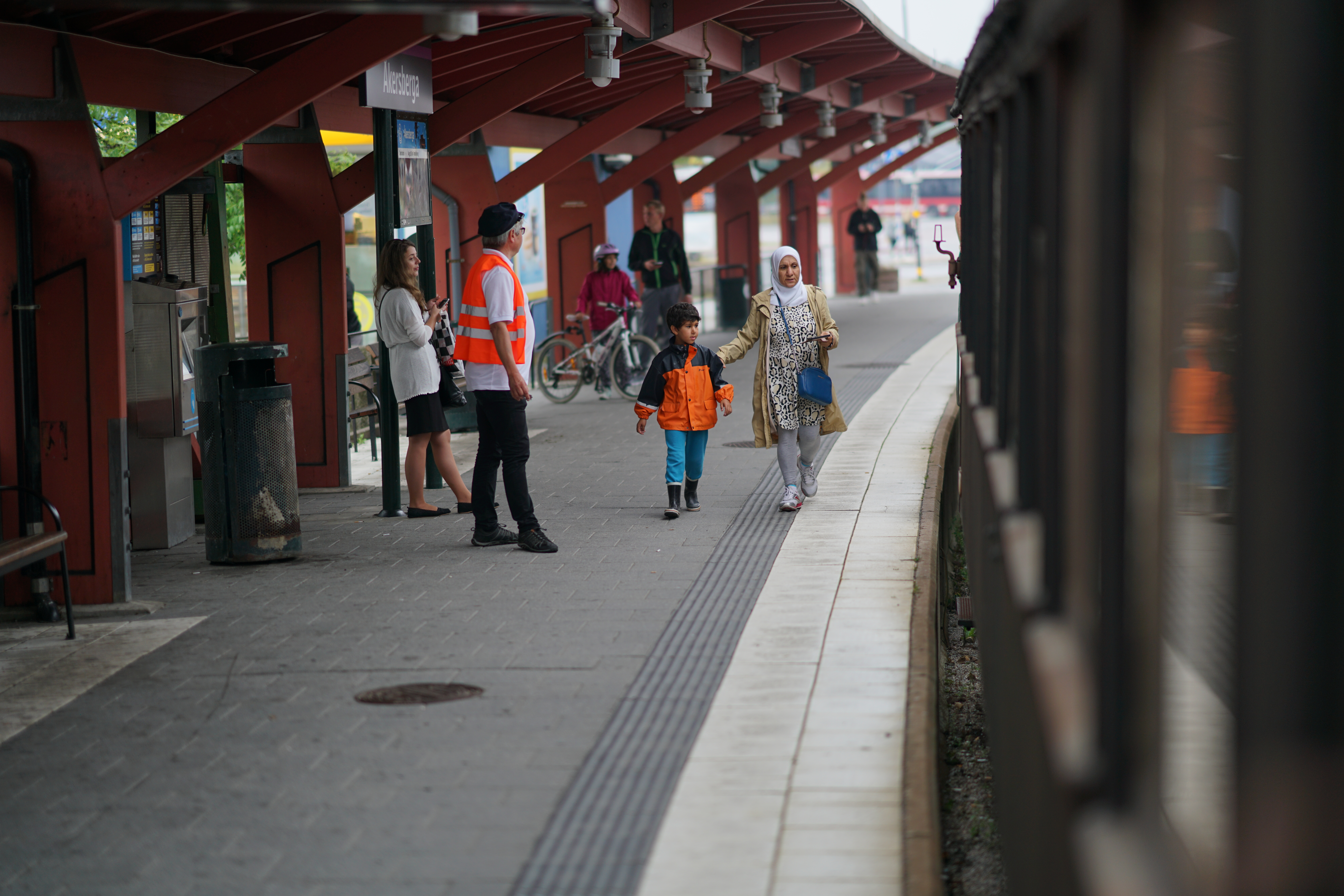
Station innan modernisering
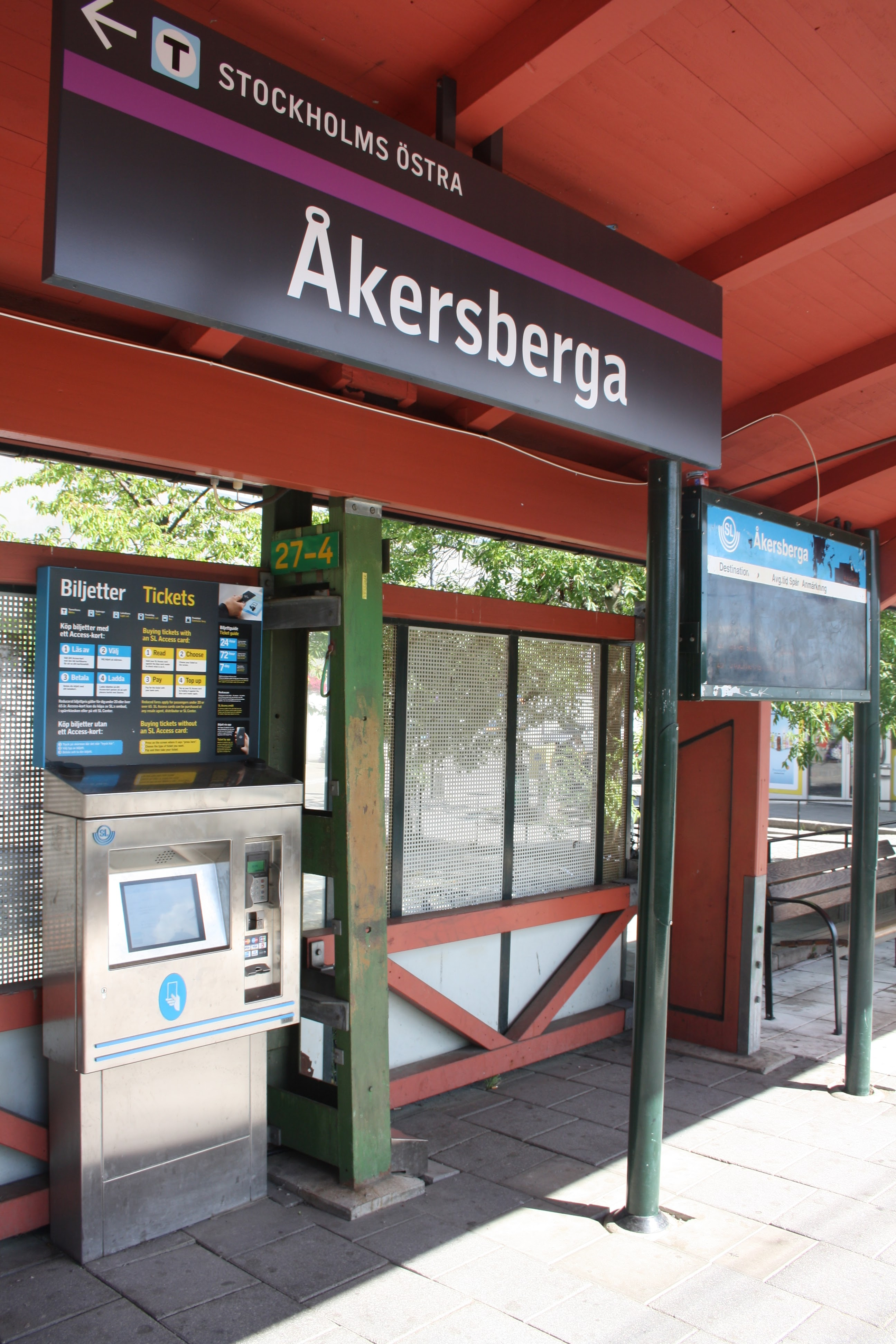
Station innan modernisering
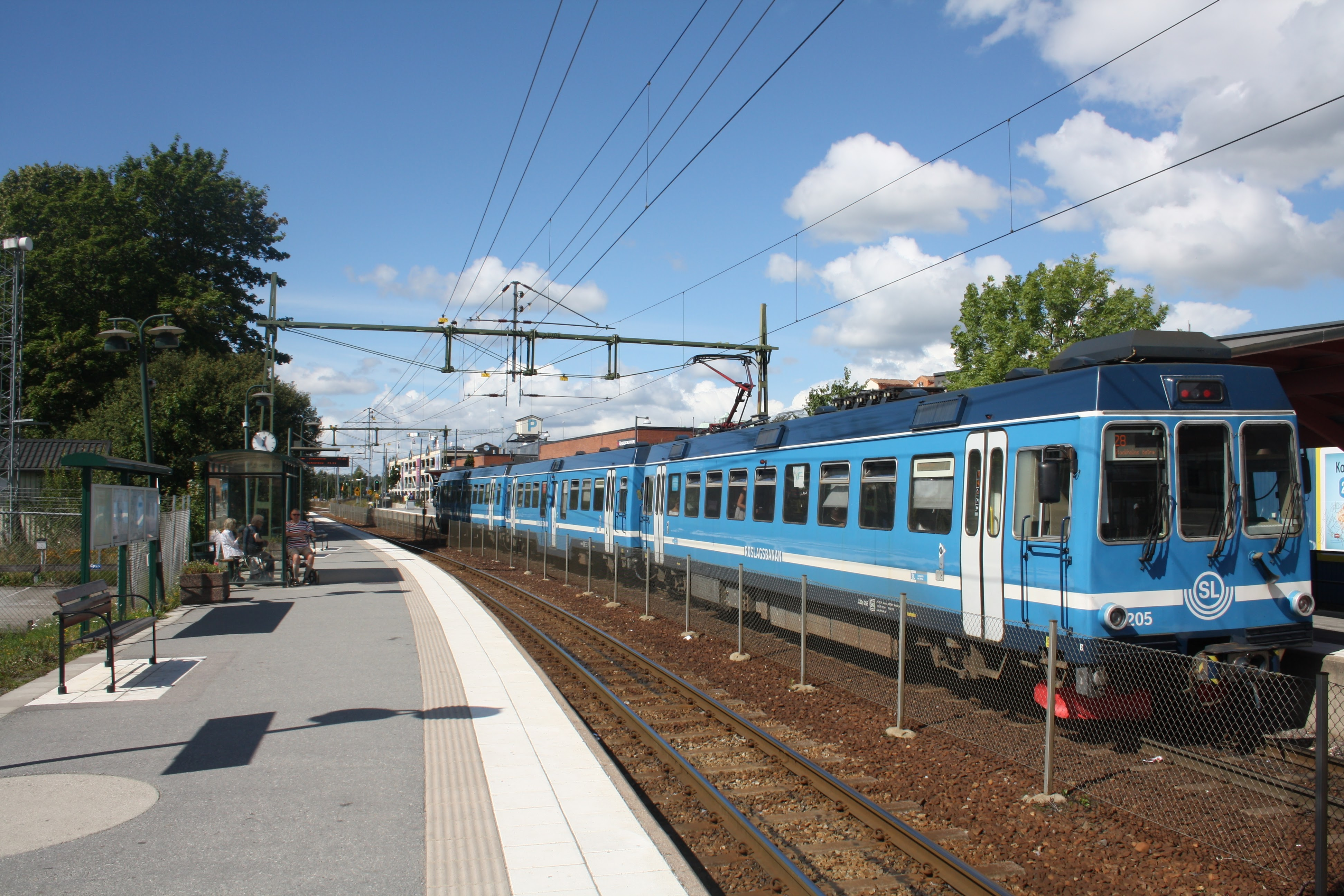
Station innan modernisering
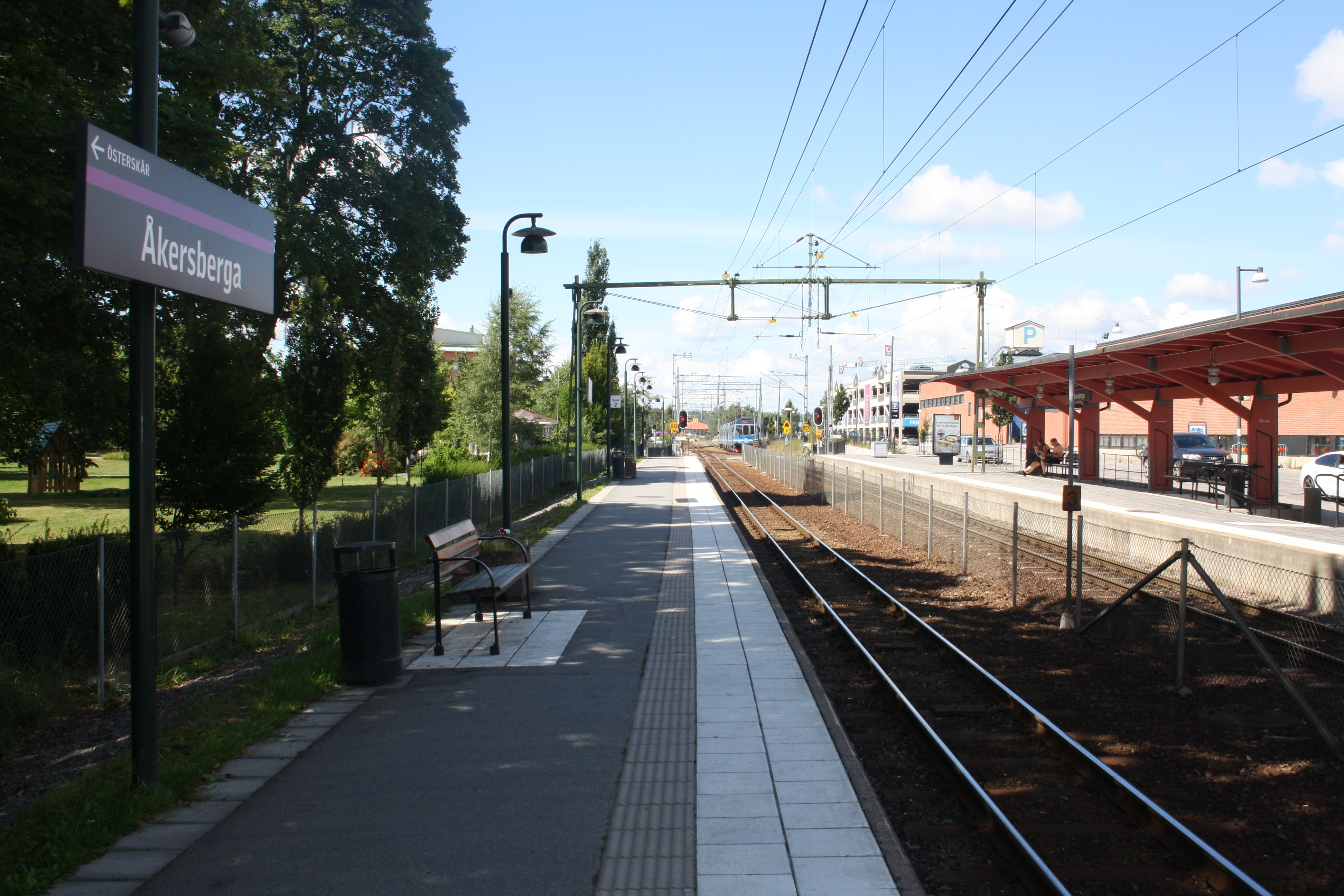
Station innan modernisering